# قلعه قره تیکان
بقایای قلعه قره تیکان مربوط به سده‌های متأخر اسلامی است و در شهرستان کلات، بخش زاوین، روستای قره تیکان واقع شده و این اثر در تاریخ ۱۹ مرداد ۱۳۸۴ با شمارهٔ ثبت ۱۲۸۶۹ به‌عنوان یکی از آثار ملی ایران به ثبت رسیده است.